# Råg i ryggen
Råg i ryggen var ett svenskt progressivt rockband som släppte sin första och enda LP med samma namn som bandet 1975. Blivande Magnus Uggla- och Strix Q-gitarristen Nysse Nyström spelade i bandet. 2006 remastrerades Råg i Ryggens enda LP till CD som finns att köpa än.

## Medlemmar
- Jonas Warnerbring - Sång, tvärflöjt
- Christer Sjöborg - Orgel, synthesizer, string thing
- Björn Aggemyr - Bas
- Björn Nyström - Gitarr
- Jan Aggemyr - Gitarr
- Peter Sandberg - Trummor